# Isaac Nader
Isaac Nader (* 17. August 1999 in Faro) ist ein portugiesischer Leichtathlet, der im Mittel- und Langstreckenlauf an den Start geht. Er läuft für den Verein Benfica Lissabon.

## Sportliche Laufbahn
Erste internationale Erfahrungen sammelte Isaac Nader bei den 2016 erstmals ausgetragenen Jugendeuropameisterschaften in Tiflis, bei denen er im 3000-Meter-Lauf mit 8:52,60 min den 15. Platz belegte. 2019 schied er bei den U23-Europameisterschaften in Gävle über 1500 Meter mit 3:51,60 min in der Vorrunde aus und bei den Crosslauf-Europameisterschaften in Lissabon im Dezember lief er nach 26:57 min auf Rang 68 im U23-Rennen ein. 2021 schied er dann bei den Halleneuropameisterschaften in Toruń mit 3:44,15 min in der ersten Runde im 1500-Meter-Lauf aus und verpasste auch über 3000 Meter mit 7:58,10 min den Finaleinzug. Im Juli gewann er dann bei den U23-Europameisterschaften in Tallinn in 3:40,58 min die Bronzemedaille über 1500 m hinter dem Belgier Ruben Verheyden und Mario García aus Spanien. Im Dezember kam er bei den Crosslauf-Europameisterschaften in Dublin im U23-Rennen nicht ins Ziel. Im Jahr darauf belegte er dann bei den Hallenweltmeisterschaften in Belgrad mit 3:39,97 min den zehnten Platz. Im Mai siegte er in 3:43,86 min bei den Ibero-Amerikanischen Meisterschaften in La Nucia anschließend schied er bei den Weltmeisterschaften in Eugene mit 3:42,81 min im Vorlauf aus, wie anschließend auch bei den Europameisterschaften in München mit 3:44,59 min. Im Dezember wurde er bei den Crosslauf-Europameisterschaften in Turin mit 17:56 min Zehnter in der Mixed-Staffel.
2023 verpasste er bei den Halleneuropameisterschaften in Istanbul mit 3:52,73 min den Finaleinzug über 1500 Meter. Im Juni wurde er bei der 1. Liga der Team-Europameisterschaft im Rahmen der Europaspiele in Chorzów in 3:37,37 min Zweiter und sicherte sich damit ligenübergreifend die Silbermedaille hinter dem Spanier Mohamed Katir. Im August gelangte er dann bei den Weltmeisterschaften in Budapest mit 3:35,41 min im Finale auf Rang zwölf. Im Jahr darauf belegte er bei den Hallenweltmeisterschaften in Glasgow in 3:36,97 min den vierten Platz und im Juni gelangte er bei den Europameisterschaften in Rom mit 3:34,22 min auf den zehnten Platz. Anschließend schied er bei den Olympischen Sommerspielen in Paris mit 3:34,75 min im Halbfinale aus. 2025 gewann er bei den Halleneuropameisterschaften in Apeldoorn in 3:37,10 min die Bronzemedaille über 1500 Meter hinter dem Norweger Jakob Ingebrigtsen und Azeddine Habz aus Frankreich. Zuvor verbesserte er die portugiesischen Hallenrekorde über 800 und 1500 Meter auf 1:46,18 min und 3:32,59 min. Anschließend belegte er bei den Hallenweltmeisterschaften in Nanjing in 3:39,58 min den vierten Platz über 1500 Meter.
In den Jahren von 2020 bis 2024 wurde Nader portugiesischer Meister im 1500-Meter-Lauf im Freien sowie von 2021 bis 2024 in der Halle. Zudem wurde er 2021 Hallenmeister über 3000 Meter und 2025 über 800 Meter. 2023 wurde er Landesmeister im 800-Meter-Lauf und 2024 im 10-km-Straßenlauf.

## Persönliche Bestleistungen
- 800 Meter: 1:45,11 min, 22. Mai 2024 in Marseille
  - 800 Meter (Halle): 1:46,18 min, 23. Februar 2025 in Pombal
- 1500 Meter: 3:30,84 min, 30. Mai 2024 in Oslo
  - 1500 Meter (Halle): 3:32,59 min, 13. Februar 2025 in Liévin (portugiesischer Rekord)
  - Meile (Halle): 3:54,17 min, 4. Februar 2025 in Ostrava
- 3000 Meter: 8:01,66 min, 11. Mai 2019 in Faro
  - 3000 Meter (Halle): 7:53,40 min, 2. März 2022 in Madrid
- 10-km-Straßenlauf: 28:01 min, 4. Januar 2025 in Figueira da Foz